# Kanke
Kanke là một thị trấn thống kê (census town) của quận Ranchi thuộc bang Jharkhand, Ấn Độ.

## Địa lý
Kanke có vị trí 23°26′B 85°19′Đ / 23,43°B 85,32°Đ Nó có độ cao trung bình là 611 mét (2004 feet).

## Nhân khẩu
Theo điều tra dân số năm 2001 của Ấn Độ, Kanke có dân số 16.396 người. Phái nam chiếm 53% tổng số dân và phái nữ chiếm 47%. Kanke có tỷ lệ 75% biết đọc biết viết, cao hơn tỷ lệ trung bình toàn quốc là 59,5%: tỷ lệ cho phái nam là 80%, và tỷ lệ cho phái nữ là 70%. Tại Kanke, 11% dân số nhỏ hơn 6 tuổi.